# ジョージ・ロドニー (初代ロドニー男爵)

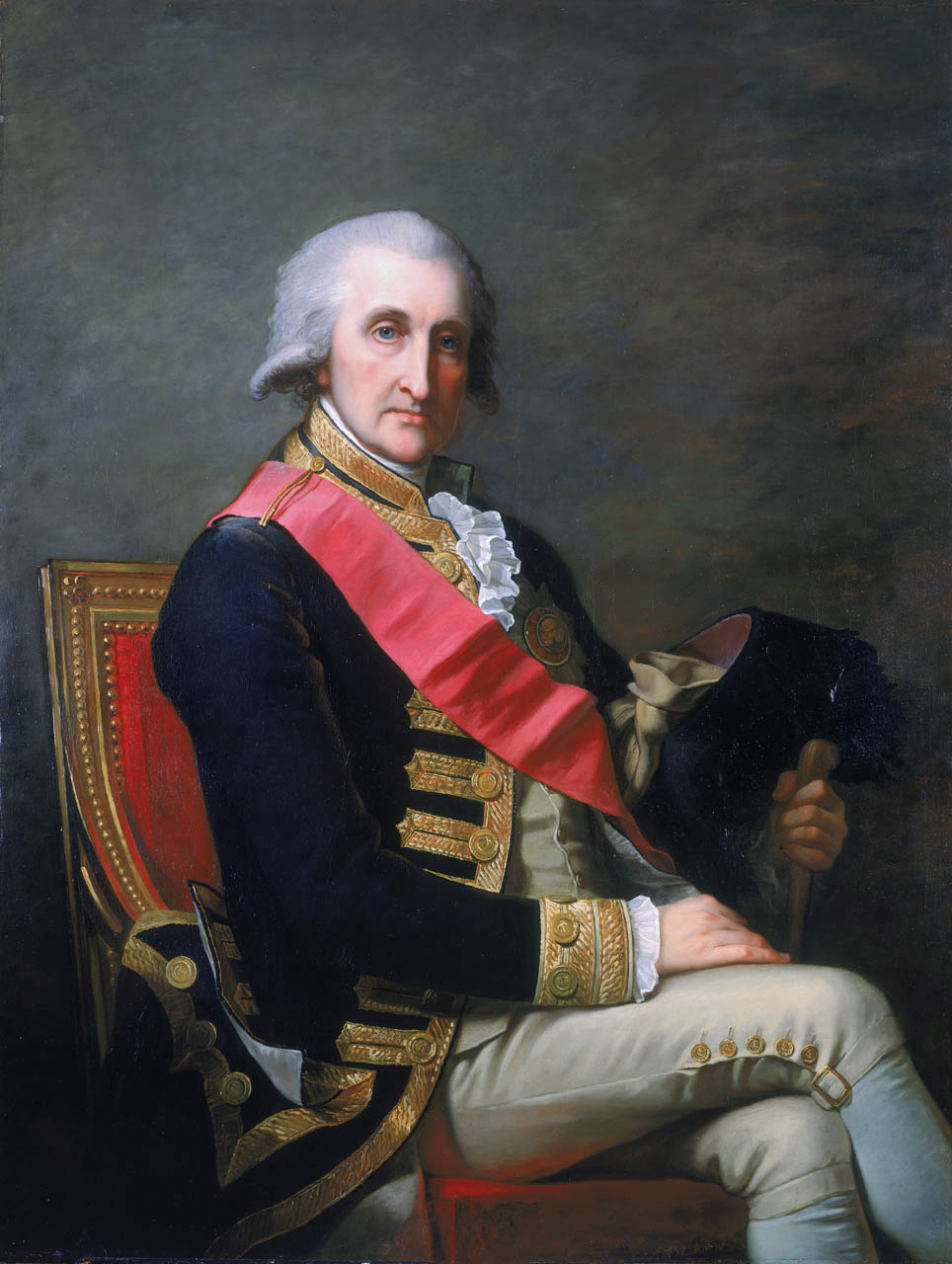
ジョージ・ロドニー提督

初代ロドニー男爵ジョージ・ブリッジス・ロドニー（George Brydges Rodney, 1st Baron Rodney KB, 1719年2月13日 - 1792年5月24日）は、グレートブリテン王国の軍人。イギリス海軍提督。

## 生涯

### 初期の経歴
ヘンリー・ロドニー（Henry Rodney、1681年 – 1737年）と妻メアリー（外交官サー・ヘンリー・ニュートンの娘）の次男として、サリー州ウォルトン＝オン＝テムズで生まれ、1719年2月13日にセント・ジャイルズ・イン・ザ・フィールズで洗礼を受けた。洗礼式での名親は国王ジョージ1世と初代シャンドス公爵ジェームズ・ブリッジスであり、名前の「ジョージ・ブリッジス」は2人に由来する。家族の本拠はサマセット州ロドニー・ストークであった。ロドニーの父は第3代ピーターバラ伯爵の下でスペインで従軍し、1713年に解散された海兵隊で大尉として退役した。
1730年から1732年ごろまでハーロー校で教育を受けた。その後、1732年6月21日付けの召喚状が来て、志願兵として「サンダーランド」に乗り組むことを指定された。彼は地中海方面で従軍中、1739年2月15日付けで士官に昇進し、軍艦「ドルフィン」に乗り組んだ。1742年には勅任艦長となり、9月9日に軍艦「プリマス」の指揮を命じられた。本国海域での従軍後に戦列艦「イーグル」（60門艦）の指揮を任され、1747年10月14日のウェサン島沖の海戦でフランス艦隊に対するエドワード・ホーク提督の勝利の一翼を担った。

### 司令官
1749年5月9日、ロドニーはニューファンドランド島の総督兼司令長官に任命されると共に、代将に昇進した。当時、この島は漁業で利益を上げていたので、この役職に海軍の士官を充てる習慣があった。ロドニーは1751年にサルタシュ選出の国会議員となり、1753年には最初の妻で第7代ノーサンプトン伯爵チャールズ・コンプトンの姉ジェーン・コンプトン（1730年 - 1757年）と結婚した。七年戦争の間、ロドニーは重要な役割を担った。1757年、ロシュフォールへの遠征に参加し、戦列艦「ダブリン」（74門艦）を指揮した。翌年、同じ船でボスコーウェン提督の下、ケープ・ブレトン島のルイブール要塞攻略に参加した。
1759年5月19日、ロドニーは少将に昇進し、その後直ぐに小さな戦隊を指揮してル・アーヴルにイギリスに侵攻する目的で集められていた多くの平底船と物資を破壊する任務に携わった。ロドニーは2昼夜にわたって町に艦砲射撃を行い、敵の軍需品に多大な被害を与えた。1760年7月、別の小さな戦隊と共に敵のさらに多くの平底船の捕獲に成功し、ディエップまでの海岸を封鎖した。1761年、ロドニーはペンリンから下院議員に選ばれ、同じ年の10月にはリーウォード諸島の基地の総司令官に任命された。1762年の最初の3ヶ月間の間に重要な拠点であるマルティニーク島を征服し、さらにセントルシア島とグレナダ島を陥れた。マルティニークのフォートロワイヤル（後のフォール・ド・フランス）を囲んでいるとき、ロドニーの部下の水兵と海兵隊は海岸で素晴らしい働きをした。1763年の休戦でロドニー提督は国に戻ったが、出征中に青色艦隊の中将（中将では3番目の階級）になっており、議会の両院からは感謝状を受け取った。
1764年1月22日に準男爵に叙され、同年にヘンリエッタ・クリーズ（Henrietta Clies、1739年ごろ – 1829年3月、ジョン・クリーズの娘）と再婚した。1765年から1770年までグリニッジ病院院長を務め、1768年イギリス総選挙で莫大な費用を掛けてノーサンプトンの議席を得た。1771年にジャマイカの基地の総司令官に任命されグリニッジの役職を失ったが、数か月後に名誉職のグレートブリテン海軍少将に任ぜられた。1774年までジャマイカで指揮を執り、平和な時期であったので海軍基地の改良に携わった。ロドニーはジャマイカ総督になれなかったことに失望を感じて職を退いたが、任地から帰ってもその後しばらくパリに住むことを余儀なくされた。選挙費用や流行の先端を行く社交界での経費によって財産を使い果たし、借金に追われていたためである。彼はまたグレートブリテン海軍少将としての給与も確保できなかった。1778年2月、白色艦隊の大将（大将では2番目）に昇進したが、今度はパリで重ねた借金によってイギリスに帰ることが出来なくなっていた。ロドニーは財政的な苦境から逃げ出そうとしてあらゆる努力をした。パリの友人であるド・ベロン元帥が素晴らしい寛大さを示して借金を肩代わりしてくれるなどによってなんとか財政の問題を片付け、子供達を連れて5月までにロンドンに戻ることができた。負債は帰還の時に未払い分給与から返済された。この期間、彼がフランス海軍の指揮を要請されたというのは作り話である。

### アメリカ独立戦争

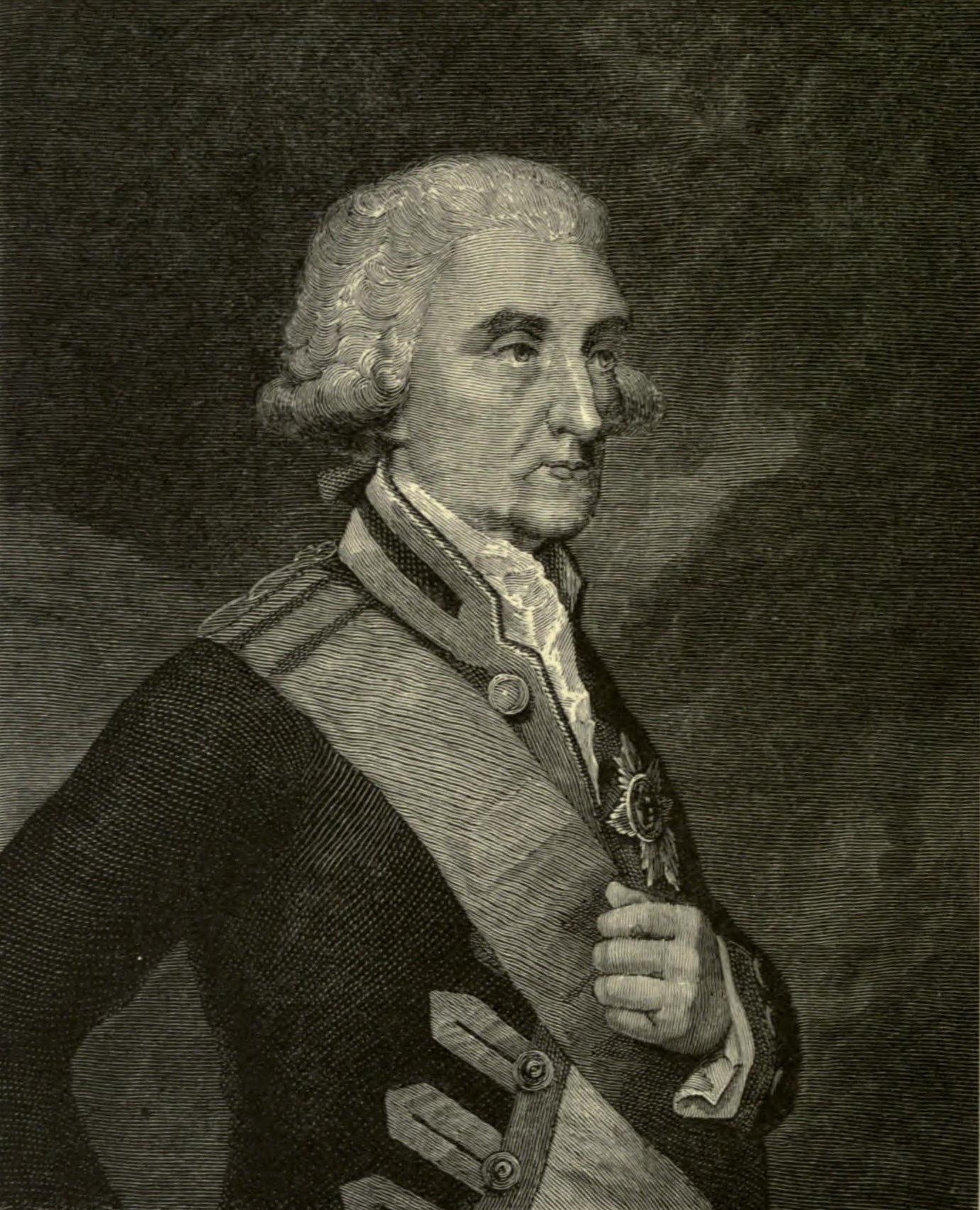
ジョージ・ロドニー

ロドニーは1779年遅くに再びリーウォード諸島の総司令官に任じられた。彼に与えられた命令には、西インド諸島に向かう途上、包囲されているジブラルタルを解放することも含まれていた。ロドニーは1780年1月8日にフィニステレ岬沖でスペインの船団を捕獲し、8日後にはサン・ビセンテ岬の月光の海戦でスペインのドン・フアン・デ・ランガラ提督を破り、6隻の戦列艦を捕獲、1隻を破壊した。4月17日、フランスのド・グッシェン提督とマルティニーク島沖で戦った（マルティニーク島の海戦）が、ロドニーの部下の艦長の命令誤解のせいで決着は着かなかった。1781年2月3日、ロドニーは命令を受けてオランダ領の価値ある島、シント・ユースタティウス島を占領した。そこは中立国貿易の大きな貨物集散地であり、彼は莫大な戦利品を没収した。しかしそれらの多くはイギリス商人のものだったので、金の掛かる一連の訴訟に巻き込まれてしまった。
ロドニーはイギリスに戻って数ヶ月間、衰えた健康を快復し、議会で弁明をした後、1782年2月にまた西インド諸島の指揮に戻った。彼は4月9日にフランス艦隊と遭遇してこれを追跡し、4月12日、ドミニカ沖でのセインツの海戦において、自らの35隻の艦隊でド・グラスの指揮する33隻のフランス艦隊から決定的な勝利を奪った。フランス海軍は数の劣勢を個艦の大きさや帆走能力で補っていたが、11時間の戦闘の後、その5隻を捕獲され1隻が沈められた。この重要な戦闘の結果ジャマイカは守られ、フランス海軍の優位は失われた。ロドニーは、「わずか2年のうちに私は2人のスペイン人、1人のフランス人および1人のオランダ人の提督を捕まえた」と書き記した。

### 引退後
ロドニーは8月に故国に帰還し、国中から絶大な賞賛を受けた。ロドニーはその前の1782年6月19日の勅許でグレートブリテン貴族であるサマセット州ロドニー・ストークにおけるロドニー男爵に叙されており、年2,000ポンドの年金が与えられていた。それ以後、ロドニーはロンドンで亡くなるまで静かな余生を送った。1792年5月24日、長男ジョージの邸宅で死去、長男が爵位を継承した。
ロドニーは有能な士官であったが、虚栄心が強く、我侭で、賞金を稼いだり家族を高い地位につけたりすることについてはいささかも恥じるところが無かった。一例として、ロドニーは息子を15歳の時に勅任艦長にした。ただ、これらの身びいきは当時としては（普通とはいわないまでも）よくある話であった。ロドニーの副将サミュエル・フッドからは、1782年4月12日のセインツの海戦のときに、任務を犠牲にして利益追求に走り、フランス軍の追撃を行わなかったとして非難された。
ドイツ戦艦「ビスマルク」にとどめを刺したネルソン級戦艦「ロドニー」など、少なくとも4隻のイギリス軍艦がロドニーに因んで命名された。
イギリスのパブリックスクールチャーチャーズ・カレッジの5つの学寮のうち1つはロドニーに因んで名づけられた。これらの学寮はいずれも海軍の英雄の名が付けられており、ロドニー以外ではドレーク、グレンヴィル、ネルソン、コリングウッドの4人が選ばれている。